# لانی هال
لانی هال (به انگلیسی: Lani Hall) با نام تولد لیلانی هال (به انگلیسی: Leilani Hall) (زاده ۶ نوامبر ۱۹۴۵) خواننده و ترانه‌سرا آمریکایی است.